# Prinsen van Amber
Prinsen van Amber (Engelse titel: Nine princes in Amber) is een fantasyroman uit 1970 van de Amerikaanse schrijver Roger Zelazny. Het origineel werd uitgebracht door uitgeverij Doubleday in New York. Het is het eerste boek in de Amberreeks. Een aantal stukken uit het boek waren trouwens al te lezen in Kallikanzaros van juni en december 1967.
De Nederlandstalige versie werd in 1974 uitgegeven door Uitgeverij Het Spectrum in de Prisma Pocketsreeks onder catalogusnummer 1626, kostprijs NLG 3,95. Prisma kondigde het ook in 1975 bij de tweede druk aan als deel 1 uit een trilogie, de reeks zou nadien uitlopen tot tien delen. De Nederlandse pers besteedde er weinig aandacht aan. Het Algemeen Dagblad van 27 juli 1974 noemt het een “best gek boekje”.

## Synopsis
Een man met geheugenverlies ontwaakt na veertien dagen tijd in de Greenwoodkliniek in de omgeving van New York van de mensenwereld (Schaduwen). Hij schijnt een auto-ongeluk te hebben gehad. Zijn naamkaartje vermeldt Carl, maar hij wordt aangesproken met Corey. Het enige dat hij weet is dat hij van vorige ziekten snel herstelde en dat dat nu ook weer het geval zal zijn. Langzaam komen meer feiten over zijn leven naar boven, mede onder aansturing van zijn zus Flora. Zij betaalde het ziekenhuis onder de pseudoniem Evelyn Flaumel. Later zou hij ontdekken dat zij door zijn broers werd betaald om hem bewusteloos in het ziekenhuis te houden. Zij laat, onbewust van zijn geestelijke toestand, zijn ware naam vallen: Corwin. Er komt steeds meer persoonlijke geschiedenis bij hem naar boven. Hij komt te weten dat hij een van de prinsen van Amber is en dat hij voordat hij in het ziekenhuis belandde strijd leverde met zijn broer Eric. Via het Patroon weet hij terug te reizen naar Amber. Hij gaat bij zijn acht broers en vijf zusters na, wie aan welke kant strijd in de opvolging van Oberon, koning van Amber. Eric en Corwin blijken de belangrijkste personen te zijn met elk enkele familieleden aan zijn zijde. Dat verschuift af en toe wat. Onderlinge fysieke ontmoetingen worden gelegd via troefkaarten van tekenaar Dworkin.
De twee trekken ten strijde en na een hevige strijd verliezen de Corwin-aanhangers. Corwin wordt in een kerker van Eric opgeborgen en na de kroning, wanneer Eric hem helemaal niet meer nodig heeft, worden zijn ogen uitgebrand. Na drie jaar herstelt Corwin ook van die aanslag en wordt bevrijd door tekenaar Dworkin, die op de kerkerwand een vuurtoren tekent, een van de veilige plekken voor Corwin. Via die muurtekening kan Corwin ontsnappen en ook weer in de Schaduw belandden. Hij gaat op zoek naar Chaos, een land net zo mooi als Amber. Hij zet zijn strijd voort om benoemd te kunnen worden tot Heer van Amber.
In het Nederlands werden diverse drukken uitgebracht. Zo bundelde Het Spectrum het verhaal Prinsen van Amber in later tijden samen met De weg naar Amber, maar dan onder de titels De negen prinsen en Het vuur van Avalon. Die titels gebruikte Het Spectrum opnieuw bij het samenstelling van de Amber omnibus 1 (De negen prinsen, Het vuur van Avalon en Het woud van de eenhoorn).